# 樊深
樊 深（はん しん、生没年不詳）は、中国の北魏末から北周にかけての官僚・儒学者。字は文深。本貫は河東郡猗氏県。

## 経歴
樊保周の子として生まれた。早くに生母を失い、継母に孝事した。弱冠にして学問を好み、師に従って五経を講習した。北魏の永安年間、軍の征討に従い、功績により盪寇将軍の号を受け、伏波将軍・征虜将軍を経て、中散大夫の位を受けた。書を読んで虞丘子に感銘を抱き、帰郷して父母を養った。
534年（永熙3年）、孝武帝が関中に入ると、河東の樊氏は孝武帝を支持したため、東魏による粛清を受け、樊深の父や叔父も殺害された。樊深は姓名を変えて、汾州と晋州の間を遊学し、天文と算暦の術を習った。後に告発を受けて捕らえられ、河東に送られた。樊深の儒学は韓軌の長史の張曜に重んじられていたため、家に帰らされ、再び逃亡することができた。
537年（大統3年）、宇文泰が河東を平定すると、樊深は故郷に帰って父を弔い、自ら土を背負って墓を作った。まもなく于謹に参軍として召されて、館の子弟に学問を教授した。撫軍将軍・銀青光禄大夫の位を受け、開府属となり、従事中郎に転じた。于謹が司空となると、樊深はその下で諮議をつとめた。549年（大統15年）、下邽県の事務を代行した。
宇文泰が学東館を置いて、諸将の子弟に学問を教授する制度を整えると、樊深は博士に任じられた。樊深は漢魏以来の諸家の注釈を多く引いて経学を説いたため、その講義を聴く子弟たちは内容を理解することができなかった。しかし儒者はその広い知識ぶりを高く評価した。朝に夕に学問漬けの生活で、馬の鞍上でさえ読書していたため、落馬して骨折したこともあったが、その態度は終生改まらなかった。後に国子博士に任じられ、勿忸于氏の姓を賜った。556年（恭帝3年）、六官が建てられると、大学助教に任じられた。博士に転じ、車騎大将軍・儀同三司の位を加えられた。567年（天和2年）、県伯中大夫に転じ、開府儀同三司の位を加えられた。572年（建徳元年）、引退を願い出て、武帝の許しをえた。引退後も朝廷で議論が起こると、召し出されて諮問に応じた。後に病没した。著作に『孝経問疑』1巻・『喪服問疑』1巻・『七経異同説』3巻・『義綱略論』および『目録』31巻があり、当時に通行した。

## 伝記資料
- 『周書』巻45 列伝第37
- 『北史』巻82 列伝第70